# Osoppo
Osoppo é uma comuna italiana da região do Friuli-Venezia Giulia, província de Udine, com cerca de 2.889 habitantes. Estende-se por uma área de 22 km², tendo uma densidade populacional de 131 hab/km². Faz fronteira com Buja, Forgaria nel Friuli, Gemona del Friuli, Majano, San Daniele del Friuli, Trasaghis.

## Demografia
| Variação demográfica do município entre 1861 e 2011                               |
|                                                                                   |
| Fonte: Istituto Nazionale di Statistica (ISTAT) - Elaboração gráfica da Wikipedia |